# Amsterdam (Misuri)
Amsterdam es una ciudad ubicada en el condado de Bates en el estado estadounidense de Misuri. En el Censo de 2010 tenía una población de 242 habitantes y una densidad poblacional de 162,5 personas por km².

## Geografía
Amsterdam se encuentra ubicada en las coordenadas 38°20′58″N 94°35′21″O / 38.34944, -94.58917. Según la Oficina del Censo de los Estados Unidos, Amsterdam tiene una superficie total de 1.49 km², de la cual 1.48 km² corresponden a tierra firme y (0.7%) 0.01 km² es agua.

## Demografía
Según el censo de 2010, había 242 personas residiendo en Amsterdam. La densidad de población era de 162,5 hab./km². De los 242 habitantes, Amsterdam estaba compuesto por el 96.28% blancos, el 0.41% eran afroamericanos, el 1.65% eran amerindios, el 0% eran asiáticos, el 0% eran isleños del Pacífico, el 0% eran de otras razas y el 1.65% pertenecían a dos o más razas. Del total de la población el 1.24% eran hispanos o latinos de cualquier raza.